# Baño de vapor (película)
Baño de vapor (título original: Steambath) es un telefilme estadounidense de drama y fantasía de 1973, dirigido por Burt Brinckerhoff, escrito por Bruce Jay Friedman, musicalizado por Lyn Murray y los protagonistas son Stephen Elliott, Bill Bixby y Herb Edelman, entre otros. Este largometraje fue realizado por Hollywood Television Theatre y KCET; se estrenó el 4 de mayo de 1973.

## Sinopsis
Varias personas se hallan en un baño de vapor, pronto ven que es una puerta de entrada al más allá y que el extravagante conserje es en verdad Dios.